# Энгус мак Над Фройх

Королевства и народы в Ирландии в конце V века

Энгус мак Над Фройх (др.‑ирл. Óengus mac Nad Froích; погиб 10 октября 490 или 492) — первый христианский король Мунстера (не ранее 453—490/492), представитель рода Эоганахтов.

## Биография
Энгус был старшим сыном Над Фройха и Фаохан — дочери короля бриттов. Согласно «Laud Synchronisms» и «Истории обнаружения Кашела», Энгус унаследовал престол Мунстера после смерти своего отца и правил 36 лет. Предполагается, что он стал королём не ранее 453 года. Энгус мак Над Фройх был родоначальником трёх главных септов Эоганахтов: Кашелских, Айртирских и Глендамнахских Эоганахтов.
Энгус был крещён в королевской резиденции Кашел лично святым Патриком. Одни исторические источники относят это событие ещё ко времени правления Нада Фройха, другие — уже к правлению самого Энгуса. Согласно одному из житий Патрика, во время церемонии крещения святой случайно пробил своим посохом ногу Энгуса, однако тот безропотно стерпел боль, полагая, что подобное кровопускание являлось составной частью таинства. В связи с этим событием на мунстерцев был наложен налог, который раз в три года выплачивался христианским общинам королевства овцами, тканями и железом. Этот обычай просуществовал, по крайней мере, до времён короля Кормака, правившего в начале X века. Половина многочисленного потомства Энгуса была отдана отцом на воспитание в церкви, и сам король, окруживший себя многочисленными клириками, слыл очень набожным человеком. В «Трёхчастном житии святого Патрика» сохранилось предание, согласно которому, этот «апостол Ирландии» положил начало многовековой традиции церковного освящения каждого нового монарха Мунстера. Также жития сообщают, что король Энгус подарил святому Энде острова Аран, где тем была основана монашеская община.
Энгус мак Над Фройх упоминается в литературном сочинении IX века «Изгнание десси». В нём сообщается, что Энгус вступил в брак с женщиной из этого племени, которое ранее было изгнано из Тары. С помощью войска своих родственников он завоевал земли к востоку от Кашела, принадлежавшие правителю Лейнстера, и отдал эти свои новые владения для поселения десси. Однако это свидетельство подвергается историками сомнению, так как предание относит это событие ко временам короля Кормака мак Арта, жившего за два века до Энгуса.
Троюродный брат Энгуса ман Над Фройха, правитель Иармуму Дауи Иарлате, отказался платить традиционную дань королю Кашела. Из-за этого между ними началась война, вероятно, завершившаяся заключением перемирия между соперниками. В источниках сохранились сведения, что король Энгус, стараясь расширить свои владения, много воевал с соседними правителями эринов. Предания сообщают, что сначала Энгус потерпел от них тридцать поражений и только сверхъестественная помощь, оказанная им друидом Бойндом, позволила королю Кашела одержать победы над всеми своими врагами. Современные историки предполагают, что, вопреки сведениям преданий, именно Энгус, а не его отец Над Фройх, основали королевскую резиденцию в Кашеле. «Анналы Инишфаллена» называют Энгуса мак Над Фройха одним из пяти правителей Мунстера, носивших титул верховного короля Ирландии.
10 октября 490 или 492 года Энгус мак Над Фройх участвовал в сражении при Кенн Лоснада в Мэг Феа (около современного Лохлинбриджа), в которой ему противостояла коалиция ирландских правителей в составе лейнстерцев (братья Илланн и Айлиль из септа Уи Дунлайнге и Эохайд Гуйнех из септа Уи Байррхе) и короля Айлеха Муйрхертаха мак Эрки из рода Уи Нейллов. В этой битве король Мунстера погиб, а его отсечённая голова была передана Илланну. Жена Энгуса мак Над Фройха, Этне Уатах, дочь короля Уи Хеннселайг Кримтанна мак Эндая, названная в «Хронике скоттов» «ненавистной», также была убита вместе с мужем. Хотя король Энгус и был христианином, его погребли по языческому обряду: его поставленное в вертикальное положение тело было захоронено под королевским ложем правителей в Кашеле.
Средневековые ирландские генеалогии сообщают, что Энгус мак Над Фройх был отцом двадцати четырёх сыновей и двадцати четырёх дочерей. В том числе, детьми Энгуса были сыновья Эохайд, Федлимид, Дуб Гилках, Брессал, Сенах, Аэд Каех, Карртанн, Нафирег, Лосиан и Дати, и дочери Айлин, жена верховного короля Ирландии Лугайда мак Лоэгайри, и Ухделб, супруга верховного короля Ирландии Айлиля Молта.
На основании существующих исторических источников невозможно составить точно датированную цепь преемственности правителей Мунстера конца V — первой половины VI веков. После гибели Энгуса титул «король Кашела» перешёл, по одним данным, к правителю Иармуму Дауи Иарлате, по другим — к одному из сыновей Энгуса, Эохайду или Федлимиду.